# سابينيان (سرقسطة)
بلدية سابينيان (بالإسبانية: Sabiñán) هي بلدية تقع في مقاطعة سرقسطة التابعة لمنطقة أراغون شمال شرق إسبانيا.

## الديموغرافيا
بلغ عدد سكان بلدية سابينيان 747 نسمة عام 2011 (وفقاً للمعهد الوطني الإسباني للإحصاء).
| 997 | 955 | 822 | 795 | 541 | 805 | 747 |